# Национальный компьютерный центр высшего образования (Франция)

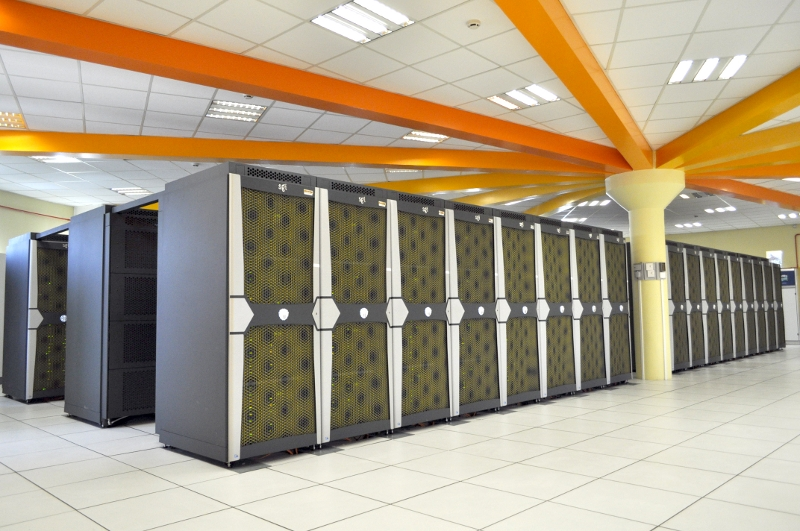
Суперкомпьютер Jade на базе SGI Altix в CINES

Национальный компьютерный центр высшего образования (англ.: National Computer Center of Higher Education, франц.: Centre informatique national de l'enseignement supérieur (CINES)) - суперкомпьютерный центр в г.Монпелье (Франция). Он предлагает вычислительные услуги для исследовательских организаций и учреждений высшего образования Франции.
Центр был основан в 1999 году с двумя целями: предоставлять услуги высокопроизводительных вычислений и служить репозитарием данных для вечного их хранения.

## История
Национальный университетский центр вычислений (CNUSC) в Монпелье был основан в 1981 году, отвечая за размещение научных приложений для исследовательского сообщества, а также приложений в области библиотечного дела. В конце декабря 1999 года CNUSC был преобразован в нынешний CINES, созданный Декретом № 99-318 от 20 апреля 1999 года. Изменение принесло новые миссии и изменение статуса. 6 марта 2014 года статус CINES был дополнительно изменен декретом, опубликованным в официальном журнале. Этот декрет предусматривает новую миссию, которая заключается в размещении компьютерного оборудования на национальном уровне. В этот период число сотрудников в учреждении составляло около сорока техников и инженеров.